# Reprezentacja Japonii na Mistrzostwach Świata w Narciarstwie Klasycznym 2007
Reprezentacja Japonii na Mistrzostwach Świata w Narciarstwie Klasycznym 2007 liczyła 24 sportowców. Najlepszym wynikiem było 3. miejsce drużynowo w skokach narciarskich na dużej skoczni. Najlepszym wynikiem indywidualnym było natomiast 5. miejsce Madoka Natsumi w sprincie w biegach narciarskich.

## Medale

### Złote medale
Brak

### Srebrne medale
Brak

### Brązowe medale
- Skoki narciarskie, duża skocznia drużynowo: Shōhei Tochimoto, Takanobu Okabe, Daiki Itō, Noriaki Kasai

## Wyniki

### Biegi narciarskie mężczyzn
Sprint
- Yuichi Onda - 25. miejsce
- Osamu Yamagishi - 32. miejsce

Sprint drużynowy
- Osamu Yamagishi, Yuichi Onda - 12. miejsce

Bieg na 15 km
- Masaaki Kozu - 40. miejsce
- Katsuhiro Oyama - 41. miejsce
- Nobu Naruse - 53. miejsce

Bieg na 30 km
- Osamu Yamagishi - 36. miejsce
- Shunsuke Komamura - 41. miejsce
- Masaaki Kozu - 43. miejsce
- Katsuhito Ebisawa - 46. miejsce

Bieg na 50 km
- Shunsuke Komamura - 20. miejsce
- Katsuhito Ebisawa - 24. miejsce
- Katsuhiro Oyama - 26. miejsce
- Masaaki Kozu - 44. miejsce

Sztafeta 4 x 10 km
- Katsuhito Ebisawa, Shunsuke Komamura, Osamu Yamagishi, Masaaki Kozu - 15. miejsce

### Biegi narciarskie kobiet
Sprint
- Madoka Natsumi - 5. miejsce
- Nobuko Fukuda - 20. miejsce

Sprint drużynowy
- Nobuko Fukuda, Madoka Natsumi - 13. miejsce

Bieg na 10 km
- Chizuru Soneta - 48. miejsce

Bieg na 15 km
- Sumiko Yokoyama - 23. miejsce
- Masako Ishida - 26. miejsce
- Chizuru Soneta - 38. miejsce

Bieg na 30 km
- Masako Ishida - 13. miejsce
- Sumiko Yokoyama - 20. miejsce
- Chizuru Soneta - 24. miejsce

Sztafeta 4 x 5 km
- Madoka Natsumi, Masako Ishida, Sumiko Yokoyama, Nobuko Fukuda - 8. miejsce

### Kombinacja norweska
Sprint HS 134 / 7,5 km
- Norihito Kobayashi - 25. miejsce
- Akito Watabe - 31. miejsce
- Taihei Kato - 32. miejsce

HS 100 / 15.0 km metodą Gundersena
- Norihito Kobayashi - 26. miejsce
- Taihei Kato - 27. miejsce
- Akito Watabe - 35. miejsce
- Yusuke Minato - 40. miejsce

Kombinacja drużynowa
- Hideaki Nagai, Taihei Kato, Akito Watabe, Norihito Kobayashi - 8. miejsce

### Skoki narciarskie
Normalna skocznia indywidualnie HS 100
- Daiki Itō - 20. miejsce
- Noriaki Kasai - 34. miejsce
- Kenshirō Itō - 37. miejsce
- Takanobu Okabe - 45. miejsce

Duża skocznia indywidualnie HS 134
- Shōhei Tochimoto - 16. miejsce
- Takanobu Okabe - 21. miejsce
- Noriaki Kasai - 24. miejsce
- Daiki Itō - 29. miejsce

Duża skocznia drużynowo HS 134
- Shōhei Tochimoto, Takanobu Okabe, Daiki Itō, Noriaki Kasai - 3. miejsce, brązowy medal